# Татјана Казанкина
Татјана Васиљевна Казанкина (рус. Татьяна Васильевна Казанкина; Петровск, 17. децембар 1951.) некадашња је совјетска атлетичарка која је поставила седам светских рекорда и освојила укупно три златне медаље на Олимпијским играма. Одликована је Орденом Црвене заставе рада и звањем Заслужног мајстора спорта СССР- а 1976. 

## Каријера
Месец дана пре Олимпијских игара 1976. у Монтреалу, Казанкина је постала прва жена која је трчала на 1.500 м за мање од 4 минута, истрчавши 3:56,0, што је за 5,4 секунде било брже од светског рекорда Људмиле Брагине. Казанкина је освојила злато на 1.500 м и 800 м на играма у Монтреалу. 1980. трчала је 1.500 м за 3:52,47. Ово време је стајало као светски рекорд тринаест година.
1980. изабрана је за најбољу спортисткињу на свету по избору западнонемачке Интернационале шпорт кореспонденц.
Њена каријера је нагло прекинута у септембру 1984. када је суспендована на 18 месеци због одбијања да се подвргне тесту на допинг након победе у трци на 1.500 метара у времену 3:58,63 у Паризу.

## Приватно
Татјана се 1974. године удала за Александра Коваленка, постдипломца на Одсеку за примењену математику Лењинградског државног универзитета. Имају ћерку Машу.
Осим по спортским достигнућима, Казанкина је позната и по научним радовима. Дипломирала је на Економском факултету Лењинградског државног универзитета. Касније је одбранила дисертацију за звање кандидата педагошких наука на Лесгафт институту за физичко васпитање. Докторирала је са темом дисертације "Систем финансирања физичког васпитања и спорта".
Радила је као предавач до 1997. Ауторка је књиге "Бирам трчање" (рус. Выбираю бег, 1983) и 29 научних радова.
Казанкина живи у Санкт Петербургу где је радила у Државном комитету за физичку културу и туризам Руске Федерације.
Она је 2023. године критиковала Међународни олимпијски комитет због тога што је од руских спортиста захтевао да се такмиче под неутралном заставом и назвала „апсурдном“ идеју да они осуђују Специајлну војну операцију у Украјини.